# Qaydu ibn Pir Muhammad
Qaydu ibn Pir Muhammad fou un príncep timúrida, fill de Pir Muhammad ibn Jahangir, net de Jahangir i besnet de Tamerlà. El seu pare, governador de Balkh, Badakhxan, Kandahar, Kabul i Gazni i hereu designat per Tamerlà, va intentar fer-se reconèixer a Samarcanda a la mort del seu avi, però Khalil Sultan es va apoderar de la ciutat i s'hi va proclamar (març de 1405). La lluita va durar dos anys i el 1407 Pir Muhammad ibn Jahangir fou assassinat per un dels seus propis homes. Qaydu no va seguir la lluita i va reconèixer a Xah-Rukh.
El 1407 Xah Rukh va enviar a alguns amir i al príncep Amirak Ahmad a Balkh, va restaurar la fortalesa de Hindwan i va donar el govern a Qaydu; els amirs Shams al-Din Utx Kara i Tavakul Barles foren designats com els seus amirs principals. L'amir Jahan Malik Kutxin (fill de l'amir Melket Kutxin) quedaria al front d'un contingent a Balkh per assegurar el poder de Qaydu. Tot seguit Xah Rukh va marxar cap a Xibarghan. Va concedir el territori d'Andkhud a l'amir Said Ahmad Tarkhan en feu (syourgal) i va seguir a Herat on va arribar a finals de setembre de 1407. Mentre Pir Ali Taz Sulduz, que havia assassinat a Pir Muhamad ibn Jahangir, va enfrontar breument als amirs que el buscaven, i finalment va haver de fugir cap al Hindu Kuix i va poder dominar Kabul, Gazni i Kandahar. L'amir Ali Beg Bekavul va morir en la lluita però el seu fill Abd Alali va ocupar el seu lloc al servei de Xah Rukh. Els amirs van retornar a Herat on també va anar Jahan Malik una vegada consolidat el poder de Qaydu a Balkh. Va encunyar monedes a Balkh (i Badakhxan) entre 1407 i 1409.
Vers el juny del 1408 Qaydu va alertar a Xah Rukh que Pir Ali Taz Sulduz havia tornat amb un nou exèrcit acompanyat de tropes auxiliars reclutades al Badakhxan. Xah Rukh va enviar immediatament un exèrcit cap a Balkh. Els dos contingents van xocar a prop de la ciutat i Ali Taz va fugir; les tropes de Badakhxan es van retirar al seu darrera cap al seu país. Els caps del hazara dels Sulduz van decidir eliminar a Pir Ali, el van agafar i el van decapitar; el seu cap ple de palla fou enviat a Herat.
A finals del 1408, Iskandar, que havia fugit del seu govern de Yadz, es va establir a Balkh i Xibarghan, on va reunir una tropa força nombrosa. Qaydu de Balkh es va mostrar inquiet per aquesta presència i va reunir un tropa que va marxar contra Iskandar. Aquest no tenia prou forces per resistir i a mes els seus homes van fugir a la vista dels enemics. Va travessar el Jihun i va marxar cap a Uzkend però en el camí fins i tot el patge de la seva màxima confiança el va abandonar i va anar errant fins que va arribar a Andkhud, on governava Said Ahmed Tarkhan que el va acollir i li va retre tots els honors propis d'un príncep Gurigan. Va informar a Xah Rukh que va ordenar no posar cap obstacle al seu camí ni al dels seus acompanyants o servidors, i a ell de retre-li honors, cuidar-lo, ajudar-lo i guiar-lo.
A la tardor del 1409, estant Xah Rukh al Jihun, va concedir a Qaydu ibn Pir Muhammad els governs de Kabul, Gazni i Kandahar fins al riu Sind (probablement Hind o Indus) però sense Balkh i Tukharistan
Quan Qaydu va rebre com a syourgal les regions de Kabul, Gazni i Kandahar i fins al Indus (1409), Xah Rukh li va assignar un amir de confiança, Bahlul Barles, que actuava com a supervisor general. Però com que Bahlul va donar suport a la revolta de Xaikh Nur al-Din, quan aquest fou derrotat, fou cridat a la cort; finalment fou perdonat (1411) i el va retornar al costat de Qaydu perquè ja sota Tamerlà era molt addicte a Pir Muhammad ibn Jahangir, el pare de Qaydu. Allí fou nomenat amir al-umara i va tenir tant de poder que se li va pujar al cap; va conspirar per eliminar a Qaydu i posar al tron a son germà Tenjer o Sanjar. Qaydu va tenir coneixement del complot es va posar fora de l'abast dels conspiradors, informant seguidament a l'emperador. Aquest va enviar a l'amir Anuixirwan Barles i alguns membres del clan Kutxin o Kujin, amb 10.000 cavallers; molts dels conjurats en veure que arribava un exèrcit imperial van abandonar la conspiració. Qaydu, que disposava de poques tropes, ara es va veure al front d'un gran exèrcit amb el qual va marxar contra els rebels que es van dispersar i la majoria va fugir. Qaydu va anar aleshores a la cort a agrair l'ajut de Xah Rukh. Bahlul i un altre amir, Hasan Aktaji, confiant en la clemència de l'emperador, van anar a la cort on van confessar la seva culpa i van aconseguir ser perdonats.
Qaydu no fou del tot lleial; en algun moment va demanar al sultà de Delhi, Sayyid Khidr Khan llegir la khutba en el seu nom el que indicava una aspiració a la independència i potser volia reviure les reclamacions a la'herència de Tamerlà del seu pare (hereu testamentari del conqueridor i preterit en l'herència) instigat pels amirs del seu pare que romanien al seu costat. El 1417 Xah Rukh va tenir notícies de desordres entre el hazares i altres pobles del domini de Qaydu i va decidir fer una campanya en persona i hivernar a la regió (hivern del 1417 al 1418). Quan va arribar a Kandahar va cridar a Qaydu per unir-se a ell en la lluita contra els hazares, però Qaydu no hi va anar i va evacuar Kabul. Es van emirs per negociar i va acceptar anar a Herat però després d'un curt període va planejar tornar cap al sud i reunir-se amb els seus seguidors. L'exèrcit imperial sota Giyath al-Din Baysonghor el va interceptar i capturar a prop de Sabz (1418). i el va retornar a Herat on fou empresonat. Xah Rukh va concedir el govern al seu fill Soyurgatmix ibn Xah Rukh, que governava a Balkh i Tokharistan i que probablement va reunir els dos governs.
No consta la data de la seva mort.